# Betty Garde
Betty Garde, nata Katherine Elizabeth Garde (Filadelfia, 19 maggio 1905 – Los Angeles, 25 dicembre 1989), è stata un'attrice statunitense.

## Biografia
Iniziò a recitare in teatro nel 1922 e debuttò a Broadway nel 1925 nella commedia in tre atti Easy Come, Easy Go con Edward Arnold, Otto Kruger e Victor Moore. Dal 1943 al 1948 fu ancora a Broadway con il musical Oklahoma!, nel ruolo di zia Eller, che fu poi interpretato nel 1955 da Charlotte Greenwood nella versione cinematografica diretta da Fred Zinnemann.
Al cinema apparve in tredici pellicole dal 1929 al 1975, in parti di secondo piano, tra cui Chiamate Nord 777 (1948) con James Stewart e Richard Conte, e Prima colpa (1950) con Eleanor Parker e Agnes Moorehead.
Betty Garde fu attiva anche alla radio e, dal 1949, soprattutto in televisione, in serie popolari quali Ai confini della realtà, Gli intoccabili o Scacco matto.

## Filmografia parziale

### Cinema
- The Lady Lies, regia di Hobart Henley (1929)
- Queen High, regia di Fred C. Newmeyer (1930)
- Damaged Love, regia di Irvin Willat (1931)
- The Girl Habit, regia di Edward F. Cline (1931)
- Secrets of a Secretary, regia di George Abbott (1931)
- Chiamate Nord 777 (Call Northside 777), regia di Henry Hathaway (1948)
- L'urlo della città (Cry of the City), regia di Robert Siodmak (1948)
- Prima colpa (Caged), regia di John Cromwell (1950)
- Il principe ladro (The Prince Who Was a Thief), regia di Rudolph Maté (1951)
- Casa da gioco (One Desire), regia di Jerry Hopper (1955)
- Avventura nella fantasia (The Wonderful World of the Brothers Grimm), regia di Henry Levin, George Pal (1962)
- Cauliflower Cupids, regia di Peter Savage, Jerome Shaw (1970)

### Televisione
- Suspense – serie TV, 4 episodi (1950-1951)
- The United States Steel Hour – serie TV, 2 episodi (1955-1959)
- General Electric Theater – serie TV, episodio 4x33 (1956)
- Una donna poliziotto (Decoy) – serie TV, episodio 1x01 (1957)
- Mr. Lucky – serie TV, episodio 1x07 (1959)
- Gli intoccabili (The Untouchables) – serie TV, 2 episodi (1959-1960)
- Philip Marlowe – serie TV, episodio 1x15 (1960)
- Avventure in paradiso (Adventures in Paradise) – serie TV, episodio 2x04 (1960)
- The Chevy Mystery Show – serie TV, episodio 1x15 (1960)
- Ai confini della realtà (The Twilight Zone) – serie TV, 2 episodi (1961)
- Scacco matto (Checkmate) – serie TV, episodio 1x34 (1961)
- Ben Casey – serie TV, episodio 1x15 (1962)